# Mons-lez-Liège

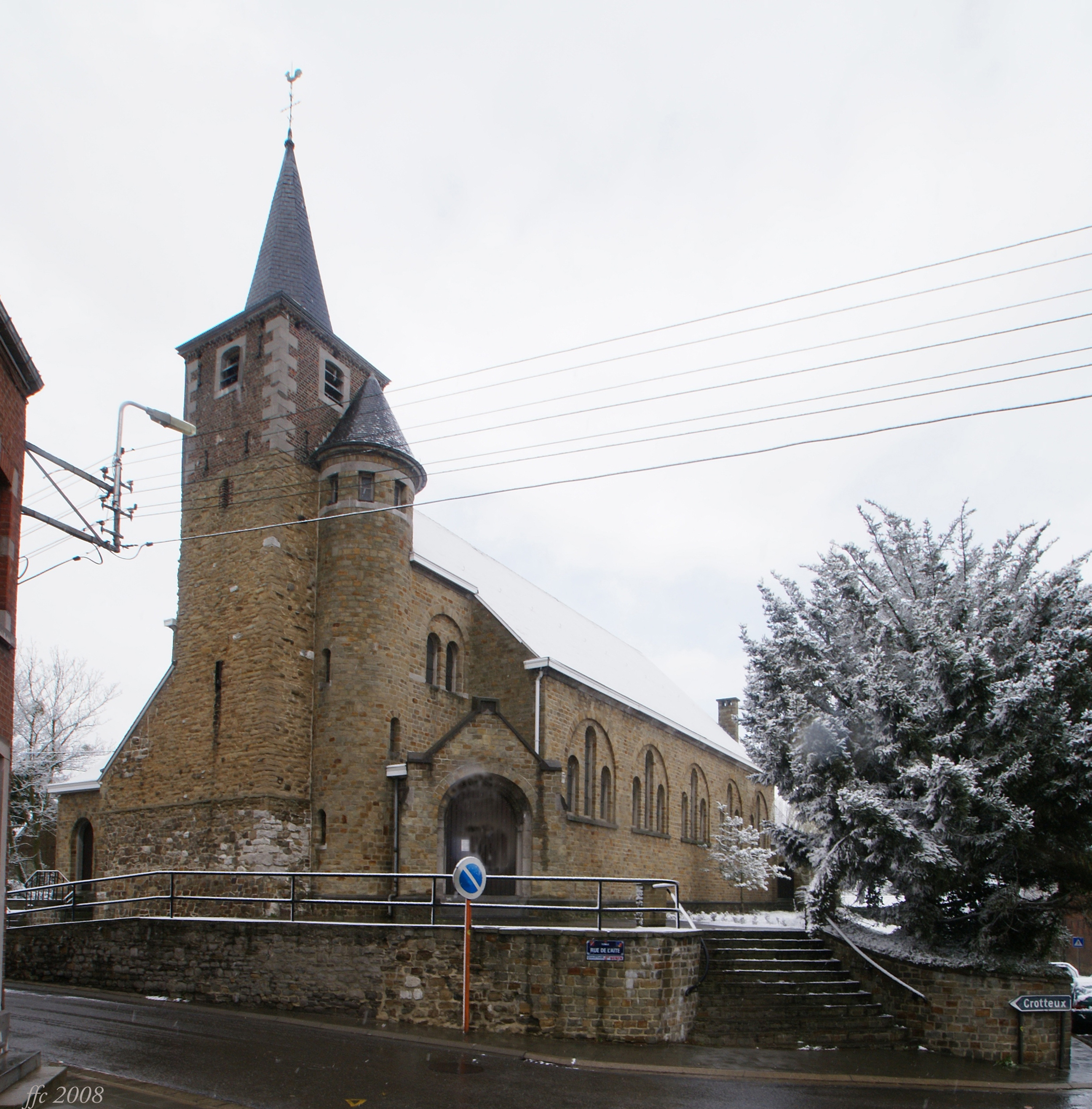
Sint-Lambertuskerk

Mons-lez-Liège (Waals: Mont-dlé-Lidje) is een plaats en deelgemeente van de Belgische gemeente Flémalle.
Mons-lez-Liège ligt in de provincie Luik en was tot 1 januari 1977 een zelfstandige gemeente.

## Geschiedenis
Mons is een voormalige heerlijkheid, vanaf de 13e eeuw behorend aan het Sint-Lambertuskapittel te Luik. In de Franse tijd werd Mons een burgerlijke gemeente, welke de heerlijkheden Mons, Souxhon, Ruy, Crotteux-Saint-Martin en Crotteux-Saint-Pierre zou gaan omvatten. De inwoners van deze gemeente werden parochianen van de Sint-Petrusparochie van Hollogne-aux-Pierres. Te Mons bestond een kapel, oorspronkelijk aan Onze-Lieve-Vrouw, later aan Sint-Lambertus gewijd. Vanaf de 14e eeuw werkte daar een rector.
In 1842 werd Mons een zelfstandige parochie.

## Demografische ontwikkeling
- Bronnen:NIS, Opm:1831 tot en met 1970=volkstellingen, 1976= inwoneraantal op 31 december

## Bezienswaardigheden
- Kasteel van Mons
- Sint-Lambertuskerk

## Natuur en landschap
Mons-lez-Liège ligt aan de westrand van de Luikse agglomeratie, op het Haspengouws Plateau. De hoogte bedraagt ongeveer 150 meter. In de omgeving van deze plaats vond steenkoolwinning plaats, wat uiteindelijk geschiedde door de Société anonyme des Charbonnages de Gosson-Kessales. In de jaren '60 van de 20e eeuw kwam daar een einde aan.

## Nabijgelegen kernen
Hollogne-aux-Pierres, Flémalle-Grande, Souxhon, Awirs, Horion-Hozémont
Deelgemeenten: Awirs · Chokier · Flémalle-Grande · Flémalle-Haute · Gleixhe · Ivoz-Ramet · Mons-lez-Liège

Overige plaatsen: Cahottes · Souxhon

Belgische gemeenten · arrondissement Luik · provincie Luik · Wallonië